# Conjunto Colorido
Conjunto colorido é uma pintura a óleo sobre tela realizada pelo artista russo Wassily Kandinsky em 1938. Neste trabalho, o artista inclui elementos que podem ser percebidos na realidade - como os pequenos objectos na zona azul, que fazem lembrar constelações num cosmos -, e outros que, aparentemente, não representam nada. Kandinsky, de forma abstacta, explica esta sua pintura da seguinte forma: "Um cavalo branco ou um ganso branco causam duas reacções muito diferente. Neste caso tems: cavalo mais branco, por um lado, ganso mais branco, por outro. Um branco isolado que não tem qualquer relação com um objecto produz um puro som interior. Tal como o cavalo, e tal como o ganso. Nuvem branca. Luva branca. Taça de fruta branca. Borboleta branca. Dente branco. Parede branca. Pedra branca...